# 越智貢
越智 貢（おち みつぐ、1951年12月25日 - ）は、日本の哲学者。専攻は応用倫理学。広島大学教授。
応用倫理学（情報倫理学・教育倫理学）の立場から、電子ネットワークおよび学校教育におけるモラルを研究している。

## 来歴
1974年 広島大学文学部哲学科卒業、1982年同大学院文学研究科博士課程後期単位修得退学、1982年広島大学文学部助手、1989年講師、1992年助教授、1997年教授、2002年文学研究科教授。桃山学院大学教育学部開設アドバイザーに就任。
日本倫理学会、日本医学哲学倫理学会、日本道徳教育方法学会、広島哲学会などに所属。文部科学省委託調査研究委員長（コンピュータ教育開発センター（CEC））、通信・放送機構企画評価委員会（TAO）情報モラル部会委員などを歴任。

## 共編著
- 『心情の変容』（島薗進共編著、東京大学出版会、情報社会の文化4）
- 『情報倫理学』（土屋俊, 水谷雅彦共編著、ナカニシヤ出版） 2000
- 『情報倫理の構築』（水谷雅彦, 土屋俊共編著、新世社） 2003　ISBN 9784883840472
- 『かかわりを育てる道徳 幼小中一貫教育6年間の取り組み』（広島大学附属三原学園[教育研究会]道徳部会共編著、第一学習社） 2004
- 『医療情報と生命倫理』（板井孝壱郎共著、太陽出版） 2005　ISBN 9784884694029
- 『情報倫理学入門』（編著、ナカニシヤ出版） 2004　ISBN 9784888488099
- 『岩波応用倫理学講義』（金井淑子, 川本隆史, 高橋久一郎, 中岡成文, 丸山徳次, 水谷雅彦共編、岩波書店） 2004 - 2005
- 『教育と倫理』（秋山博正, 谷田増幸, 衛藤吉則, 上野哲, 後藤雄太, 上村崇共著、ナカニシヤ出版、シリーズ 人間論の21世紀的課題） 2008
- 『高校倫理からの哲学』全4巻+別巻（直江清隆共編、岩波書店） 2012

## 翻訳
- 『ディオニュソスからアポロンヘ 精神の上昇』（フリッツ=ヨーアヒム・フォン・リンテレン、河野真共訳、以文社） 1988

## 師弟関係
- 伊藤潔志：桃山学院大学経営学部准教授の指導教員であり論文主査である。